# Distrito de Kako
El distrito de Kako (加古郡 Kako-gun?) es un distrito localizado en la prefectura de Hyōgo, Japón. En junio de 2019 tenía una población estimada de 64.159 habitantes y una densidad de población de 1.457 personas por km². Su área total es de 44,05 km².

## Localidades
- Harima
- Inami